# Bentley S2
O Bentley S2 é um automóvel de luxo produzido pela Bentley de 1959 a 1962. O sucessor do S1, ele apresentava o novo motor Rolls-Royce–Bentley Série L V8 e ar condicionado melhorado, possibilitado pelo aumento da potência desse motor. Direção hidráulica também era padrão, e um novo painel e volante foram introduzidos. Alguns S2s iniciais foram construídos com o painel do S1 anterior.
Uma edição Continental de alto desempenho derivada do S2 também foi produzida.
1.863 chassis de carros S2 padrão e 57 de longa distância entre eixos foram construídos entre 1959 e 1962. Quase todos foram equipados com carroceria padrão de fábrica. Vários tinham carrocerias construídas pela Park Ward, Hooper, H. J. Mulliner & Co. e James Young.

## S2
Anunciado no início de outubro de 1959, o S2 substituiu o motor de seis cilindros em linha do S1 pelo novo Rolls-Royce - Bentley Série L V8 de alumínio compartilhado com o Rolls-Royce Silver Cloud II. Ele era de 6,2 L (6230 cc) e oferecia desempenho significativamente melhorado.
Conforme anunciado no The Times, sexta-feira, 2 de outubro de 1959:
Dos 1.863 modelos S2 padrão produzidos, 15 tinham carrocerias conversível da H. J. Mulliner & Co.. Dos 57 carros de longa distância entre eixos, cinco tinham carrocerias da James Young e um uma carroceria perua Mercedes-Bentley da Wendler.

## S2 Continental
Um chassi "S2 Continental" foi construído com motores de maior desempenho e engrenagens mais altas para uma carroceria mais leve. 388 foram construídos, com carroceria do mesmo grupo de construtores do S2 padrão.

## Galeria

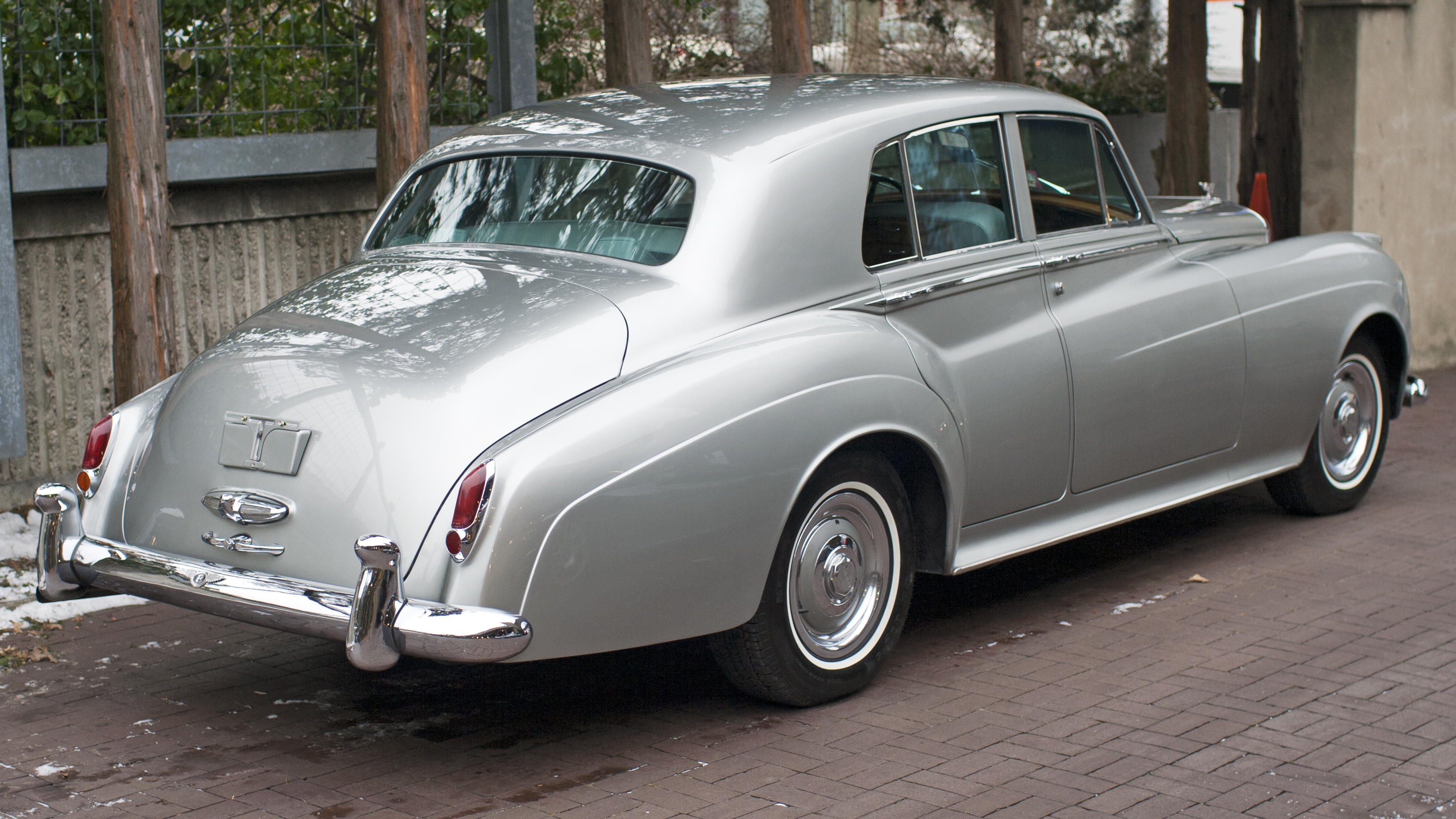
Bentley S2 sedã padrão vista traseira
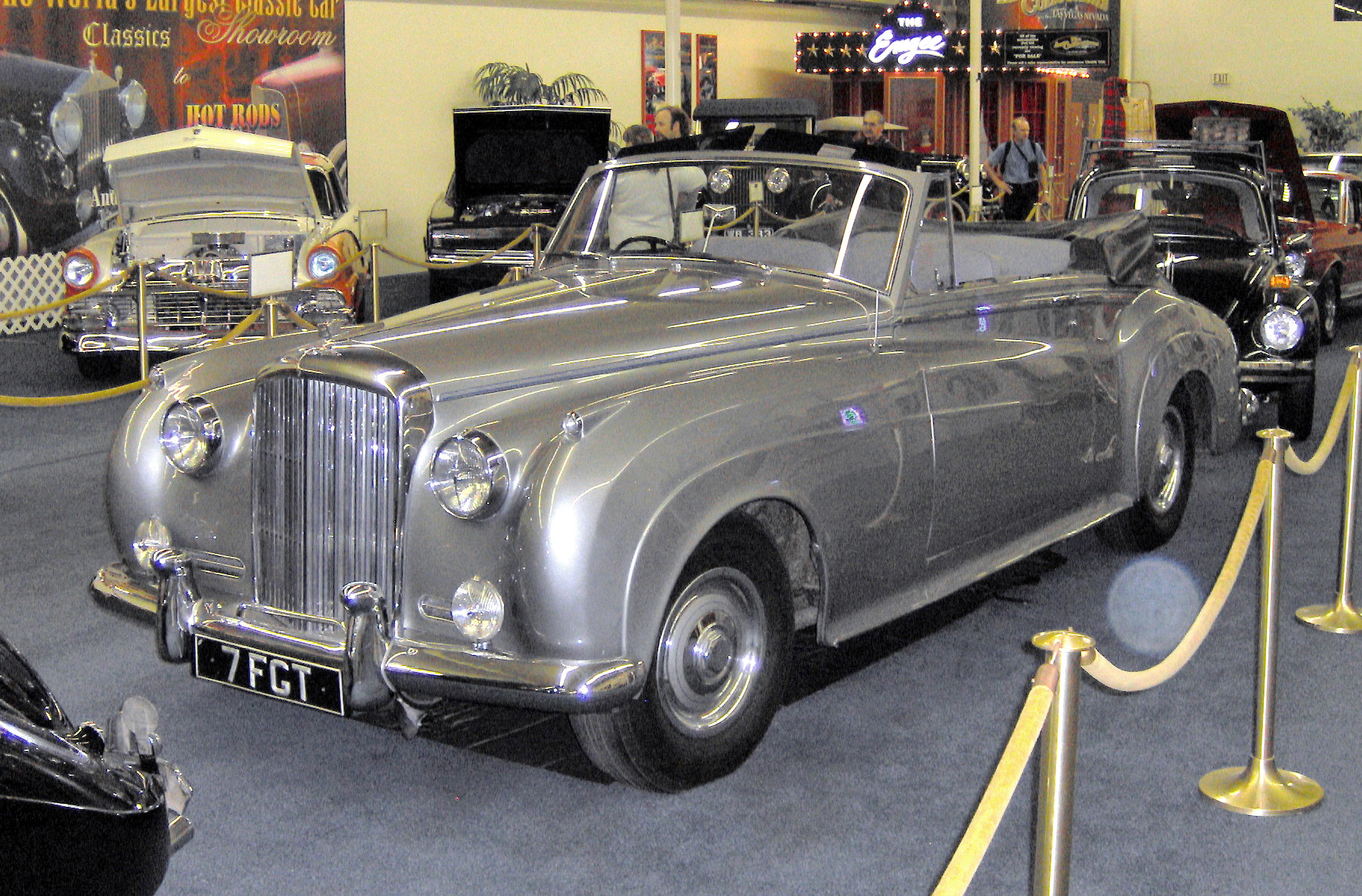
Bentley S2 conversível pela H J Mulliner 1962
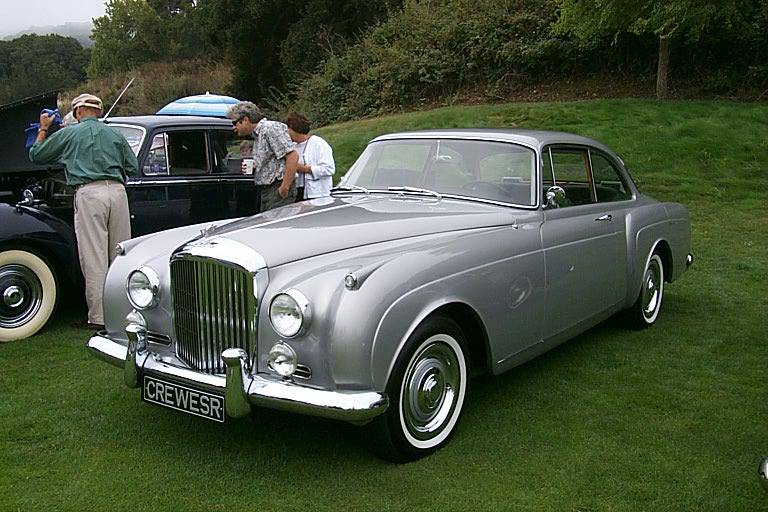
Bentley Continental S2 sedã de 2 portas pela H J Mulliner
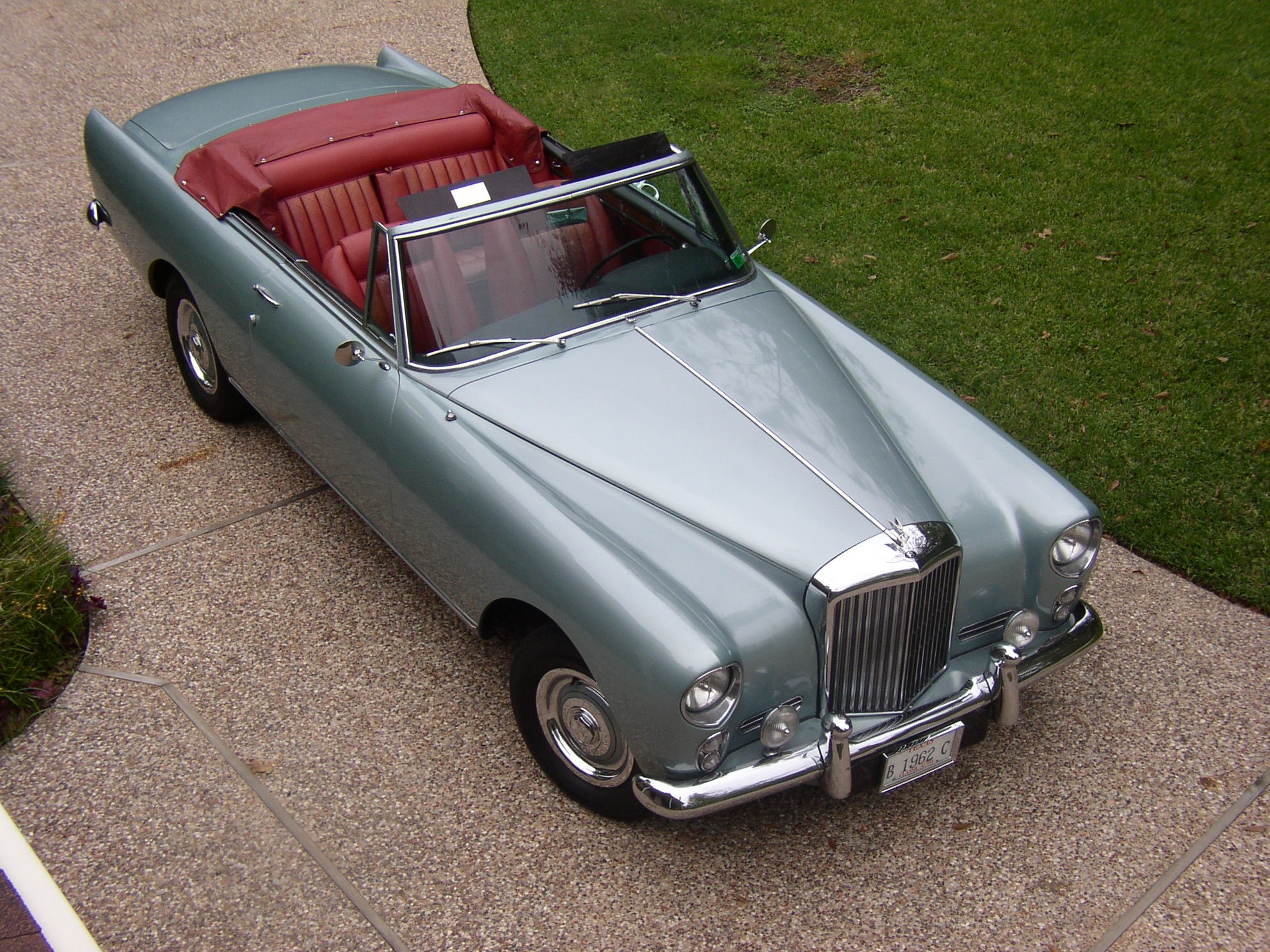
Bentley Continental S2 conversível pela Park Ward 1962
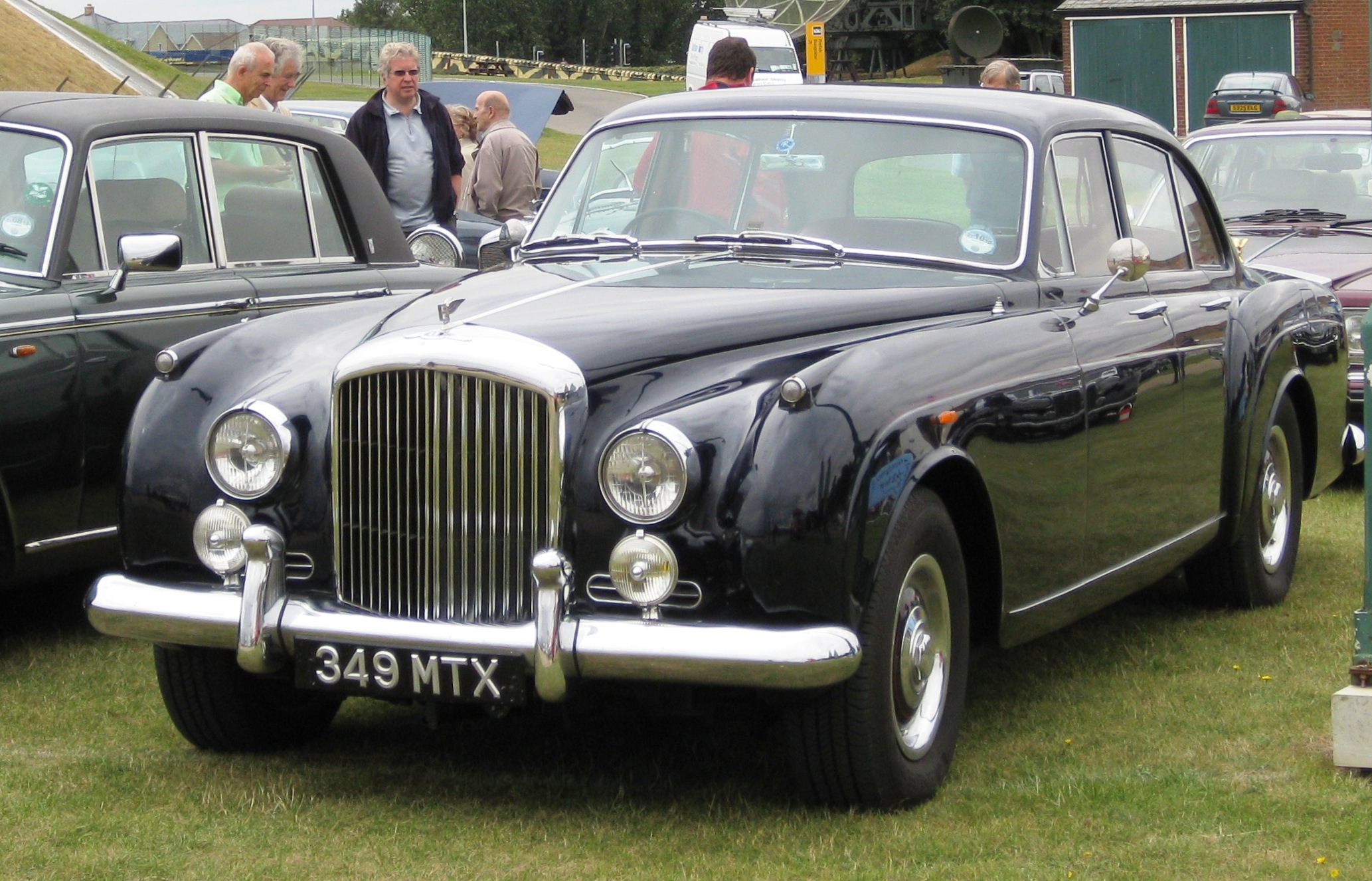
Bentley Continental S2 sedã de 4 portas Flying Spur 1961 pela H J Mulliner
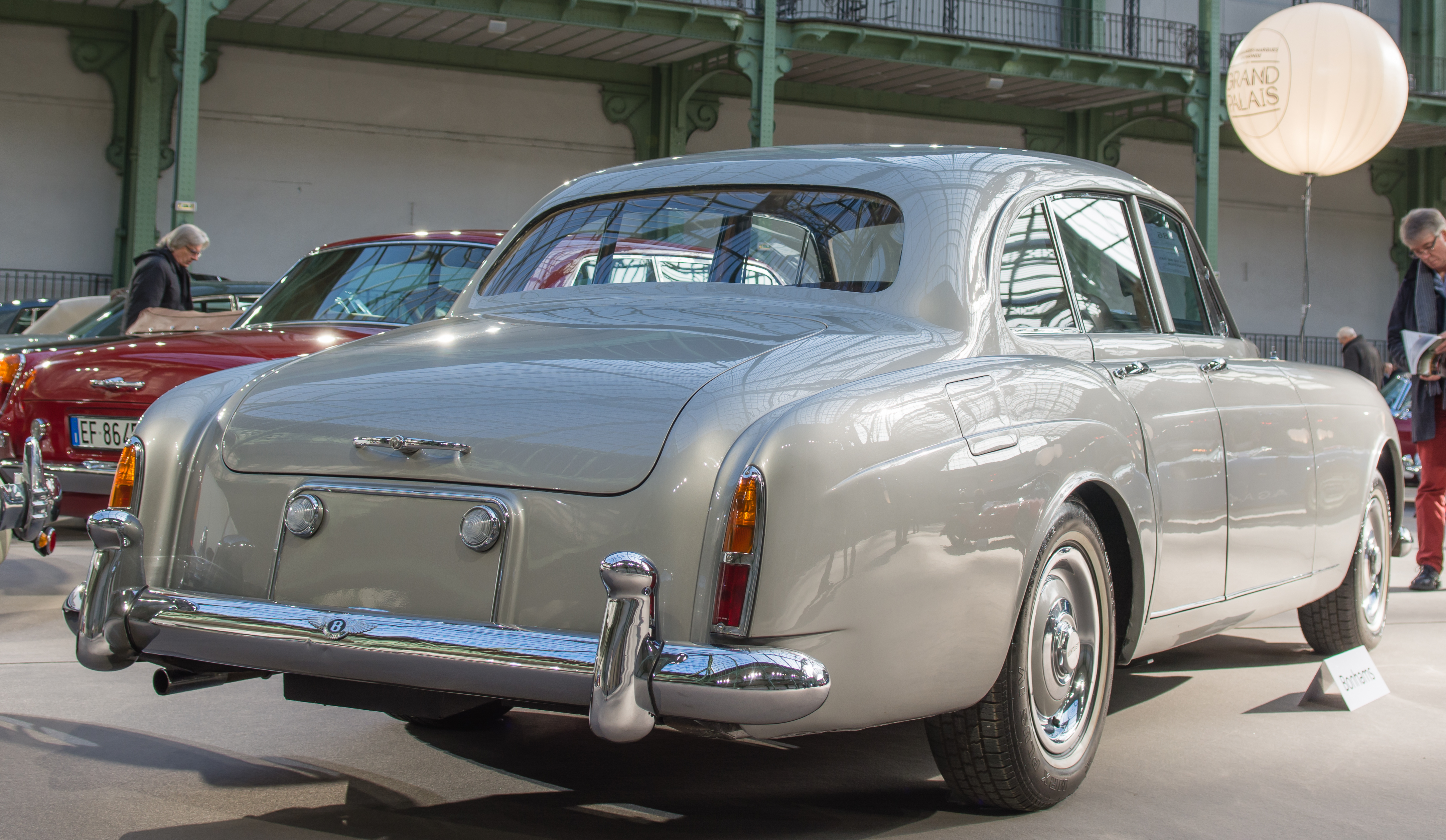
Bentley Continental S2 sedã de 4 portas Flying Spur 1959 pela H J Mulliner
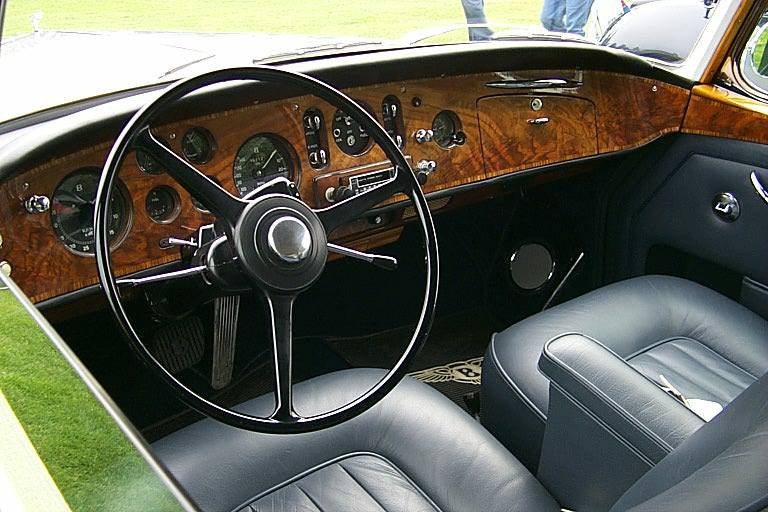
Interior do Bentley Continental S2
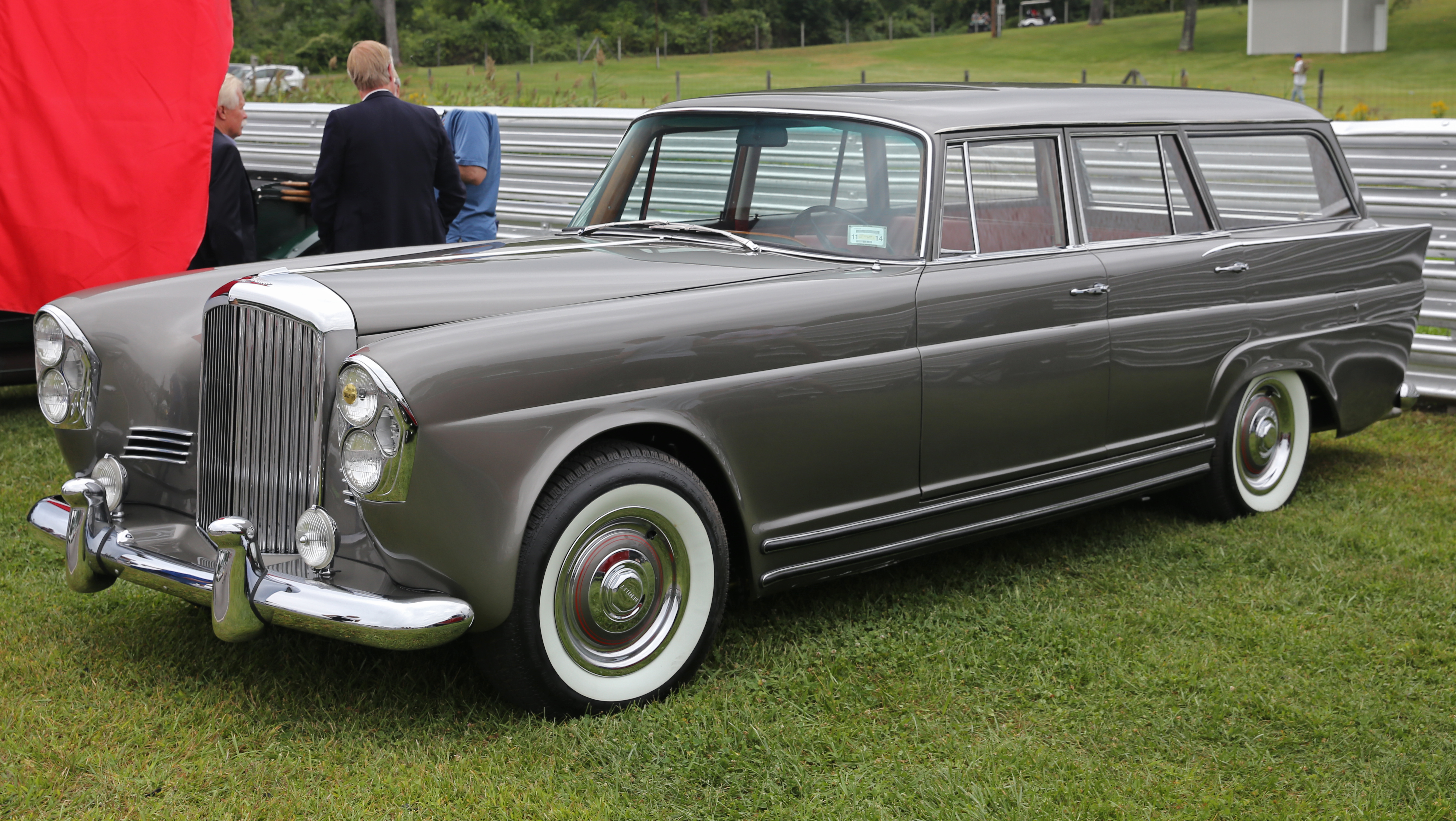
Bentley S2 Shooting Brake 1960 pela Wendler